# 한반도에너지개발기구
| 나라                      | 미국 달러 (단위:백만) |
| ------------------------- | --------------------- |
| 대한민국                  | 1,455                 |
| 일본                      | 498                   |
| 미국                      | 405                   |
| 유럽 원자력 에너지 공동체 | 122                   |
| 오스트레일리아            | 14                    |
| 기타 국가                 | 18                    |

한반도 에너지 개발 기구(韓半島 에너지 開發 機構, 영어: Korean peninsula Energy Development Organization, 문화어: 조선반도 에네르기 개발 기구(朝鮮半島 에네르기 開發 機構)), 약칭 케도(KEDO)는 1995년 3월 9일, 대한민국-미국-일본 삼국이 창립한 단체로, 1994년 영변 원자력 연구소에서 원자력 발전소와 관련된 개발, 연구를 하는 것으로 알려진 조선민주주의인민공화국(북한)을 북미간 제네바 합의로 원자력 발전소 개발 연구의 봉인을 유도한 이후, 그에 따른 보상을 하기 위해 설립되었다. 한반도 에너지 개발기구의 핵심 활동은 경수로를 건설하여 북한으로 하여금 북한의 마그녹스형 발전소를 포기토록 유도하는 목적이다. 당초 계획은 2003년까지 1000메가와트인 OPR-1000 2개를 완공하는 것이었다.
그 이후로, 여러 국가들이 참가하게 된다:
- 1995년: 오스트레일리아, 캐나다, 뉴질랜드
- 1996년: 아르헨티나, 칠레, 인도네시아
- 1997년: EU, 폴란드
- 1999년: 체코
- 2000년: 우즈베키스탄

## 개요
한반도에너지개발기구는 대한민국 외무부 차관보, 미국 국무부 차관보, 일본 외무성 아시아 담당 총책임자의 고위 관리급으로 이루어진다. LWR프로젝트에 투입될 자금이 2000년까지 준비되지 않았고, 2기의 원수로를 건설하는 것은 예정보다 늦어졌다.
2003년 협정이 파기 되기 시작하면서부터, 한반도 에너지 개발기구는 대부분의 기능을 잃었다. 한반도 에너지 개발기구는 북한에 투자된 15억 달러 상당의 돈이 원자력 발전소 건설에 사용되고 있으며, 개발기구가 잘 보전하고 있다고 보증하였다. 당시 발표로 건설의 30%가 진행되었으며, 각각 1기가 50%, 2기가 15%가 진행되었다고 보도하였다. 한편 발전소에 필요한 핵심 장비는 아직 이전되지 않았다고 발표하였다.
2005년에는 한반도 에너지 개발기구가 경수형원자로 발전소 건설계약을 파기할 것이라는 보고가 돌기 시작하였고 마침내 2006년 1월, 한반도 에너지 개발 기구는 프로젝트가 끝났음을 시인했으며, 모든 인력들은 귀국할 것이라고 발표하였다. 이에 따라, 조선민주주의인민공화국은 보상을 요구하였으며, 4천 5백만 달러 가량의 남겨진 장비들을 돌려주는 것을 거부하였다.

## 러시아 원전
소련은 1985년부터 신포에 원자력 발전소를 건설하기로 하였다. 북한을 국제 원자력 기구(IAEA)에 가입시키려는 노력의 일환이었다. 400메가와트 또는 1760메가와트 규모였다. 1990년 착공하여 1992년 준공할 계획이었다. 그러나 IAEA에서 북한의 비핵화 조치가 미흡하다며 공사를 중단할 것을 요구하였고, 1991년 소련이 멸망하여 공사가 중단되었으며, 1993년에는 정치적 이유로 최종적으로 계획이 취소되었다. KEDO가 이 부지에 다시 원전을 짓기로 하였다.

## 같이 보기
- 경수로
- 육자회담